# Johannes Reuter (Architekt, 1897)
Johannes Reuter (* 2. Januar 1897 in Frankfurt am Main; † 9. August 1975 in Kassel) war ein deutscher Architekt. Reuter entwarf viele Kirchen und andere Gebäude in der DDR und der Bundesrepublik. Zudem war er als Abgeordneter der Ost-CDU Mitglied des Landtags von Sachsen-Anhalt. 

## Leben
Reuter studierte nach seinem Abitur und einer Maurerlehre Architektur an den Technische Lehranstalten in Offenbach am Main, der heutigen Hochschule für Gestaltung Offenbach am Main. Das Studium, bei dem er stark von Dominikus Böhm geprägt wurde, schloss er 1916 ab. 1917 musste er in den Ersten Weltkriegs ziehen. Zur Zeit der Weimarer Republik arbeitete Reuter zunächst in Frankfurt am Main in verschiedenen Büros, 1921 zog er jedoch nach Bitterfeld, wo er eine Anstellung im Bauamt fand. Ab 1924 war er freischaffender Architekt. Er konzipierte unter anderem ein Gebäude für die katholische Schule in Bitterfeld; heute nutzt das Europagymnasium Walther Rathenau das Gebäude. Auch entwarf er verschiedene Verwaltungsgebäude – wie die AOK in Delitzsch oder das Rathaus von Holzweißig – und Kirchen.
Nach dem Zweiten Weltkrieg gründete Reuter, der zuvor dem Zentrum angehört hatte, die CDU in Bitterfeld. 
Bei der Landtagswahl in Sachsen-Anhalt 1946 wurde er für die CDU in den Landtag gewählt. Am 10. Oktober 1949 zog er mit acht weiteren CDU-Abgeordneten aus Protest gegen die Gründung der DDR aus dem Sitzungssaal aus. Sein Mandat legte er im April 1950 nieder.
Nach seinem Rückzug aus der Politik blieb er Architekt aktiv. Er entwarf beispielsweise die katholische Kirchen Sanctissima Eucharistia in Teltow, St. Norbert in Jeßnitz oder die Christ-König-Kirche in Löbnitz. Auch war er am Wiederaufbau kriegszerstörter Kirchen – etwa von St. Franz Xaver in Eilenburg oder St. Norbert in Merseburg – beteiligt. Insgesamt schuf er in Ostdeutschland 21 Kirchen bis zum Jahr 1958. Er nahm auch erfolgreich an Architektenwettbewerben in Westdeutschland teil. 1958 verließ er die DDR und zog nach Kassel, wo er zusammen mit seinem Sohn Johannes Reuter junior in einer Architektengemeinschaft tätig war. Auch in der Bundesrepublik entwarf er viele Kirchen, hauptsächlich in den Bistümern Paderborn, Hildesheim und Fulda.

## Bauten (Auswahl)
- Rathaus in Holzweißig 1927–1928[5]
- Kirchturm der Herz-Jesu-Kirche in Bitterfeld 1928, 1991 abgerissen und wieder aufgebaut[6]
- Allgemeine Ortskrankenkasse in Delitzsch 1928–1930[7]
- Katholische Schule (heute Europagymnasium Walther Rathenau) in Bitterfeld 1930–1933[5]
- Allerheiligenkirche in Falkenberg 1934[8][9]
- Christus-König-Kirche in Lauchhammer 1935[9]
- Heilig-Geist-Kirche in Jessen 1935[10]
- Kirche Maria Hilfe der Christen in Gräfenhainichen 1935–36
- Kirche St. Marien in Delitzsch 1936[6]
- Katholische Kirche in Schafstädt, 1936, nicht realisiert
- Kirche St. Konrad in Aken, 1937
- Heilig-Kreuz-Kirche in Wolfen 1936–1938[11]
- Dreieinigkeitskirche in Dessau-Törten 1938, 1952–1954[12]
- Wiederaufbau der Kirche St. Franziskus Xaverius in Eilenburg 1947–1949[6]
- Veränderter Wiederaufbau der St.-Heinrichs-Kirche in Neumark 1950–1952
- Erweiternder Wiederaufbau der Kirche St. Norbert in Merseburg 1951–1953[6]
- Regina-Pacis-Kirche in Lauchhammer-Ost 1952–1953
- Heilig-Kreuz-Kirche in Schwarzheide 1953[13][9]
- Kirche St. Norbert in Jeßnitz 1954–1955[14]
- Heilig-Kreuz-Kirche in Bismark 1954–1956[6]
- St. Mariä Himmelfahrt in Bad Blankenburg 1954–1956
- Kirche Sanctissima Eucharistia in Teltow 1954–1957[9]
- Christkönig-Kirche in Löbnitz 1955–1956[15]
- Kirche Hl. Pius X. in Zwochau 1955–1956
- Heilige-Familie-Kirche in Bad Düben 1955–1957[6]
- Kirche St. Bonifatius in Weimar-Schöndorf 1955–1957[1]
- Kirche St. Joseph in Löbejün 1955–1957
- Kirche St. Joseph in Zahna 1956–1957[16]
- Kirche St. Michael in Schönhausen 1956–1959[6]
- Kirche St. Bruno von Querfurt in Langeneichstädt 1957
- Kirche St. Elisabeth in Mieste 1957–1959
- Kirche St. Peter und Paul in Naumburg (Saale) 1957–1962[17]
- Kirche Guter Hirt in Duingen 1960–1961
- Kirche St. Thomas der Apostel in Liesen 1961–1962
- Kirche St. Elisabeth in Wendeburg 1962–1963

## Galerie

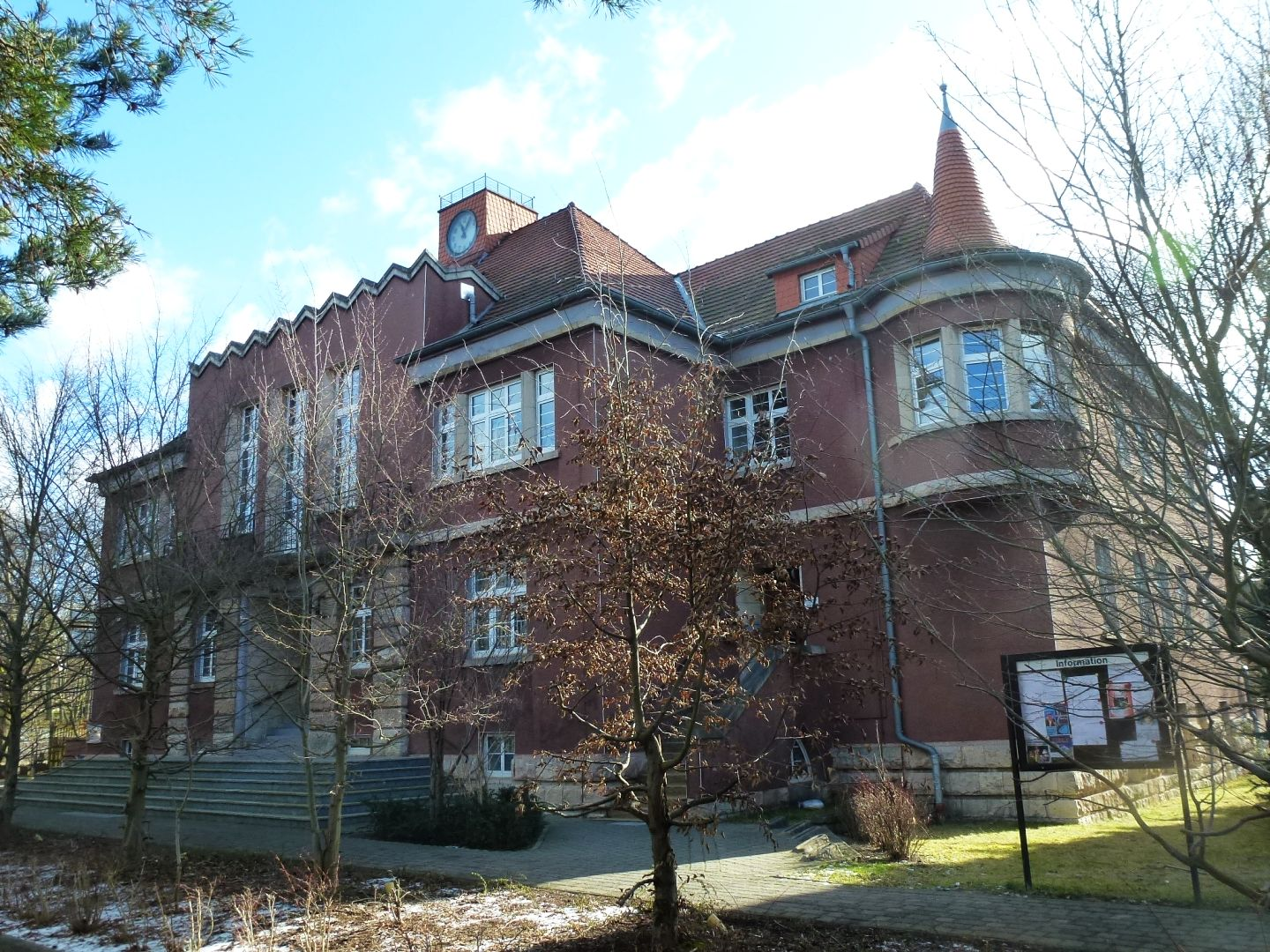
Holzweißig: Rathaus
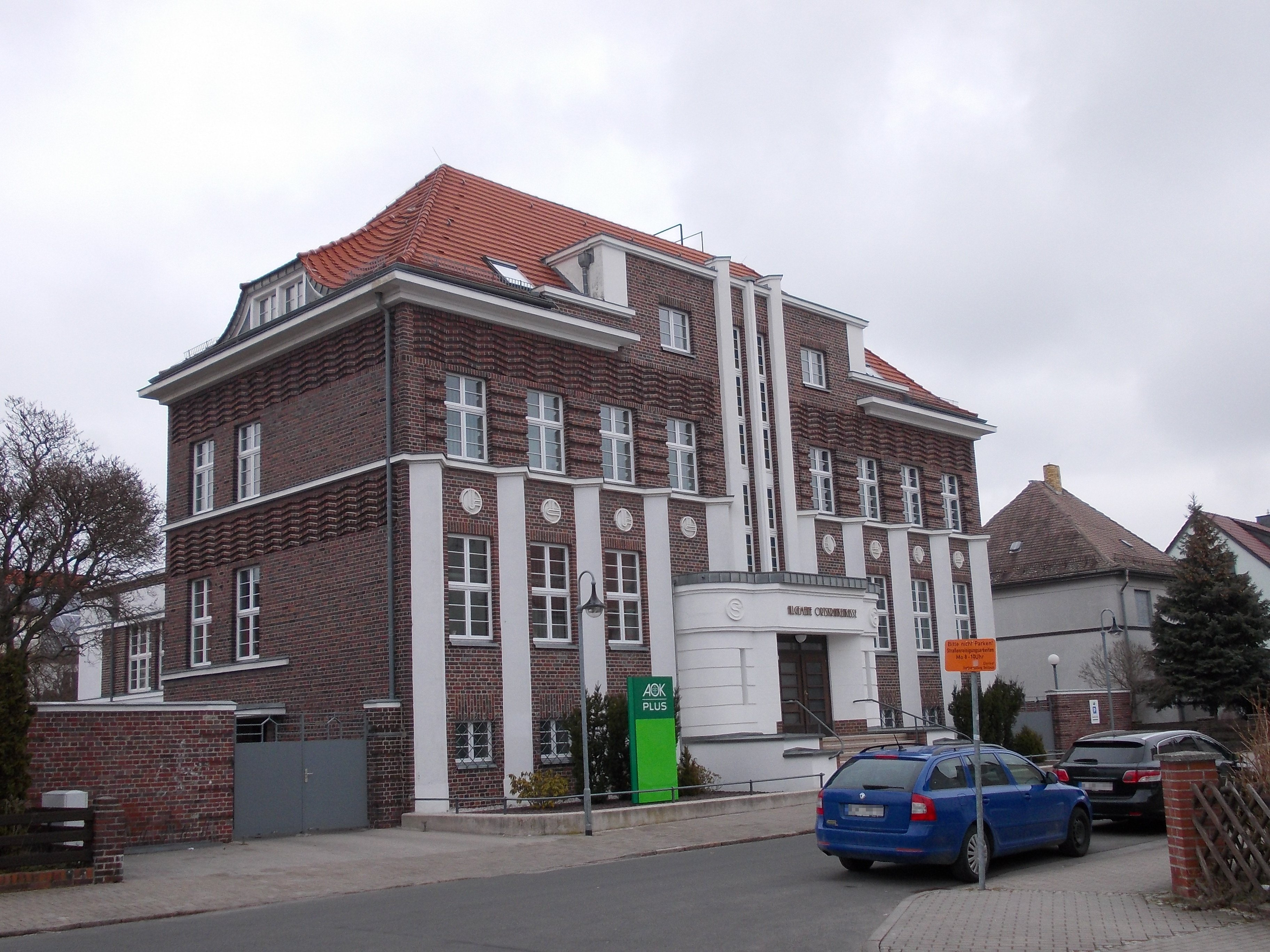
Delitzsch: AOK
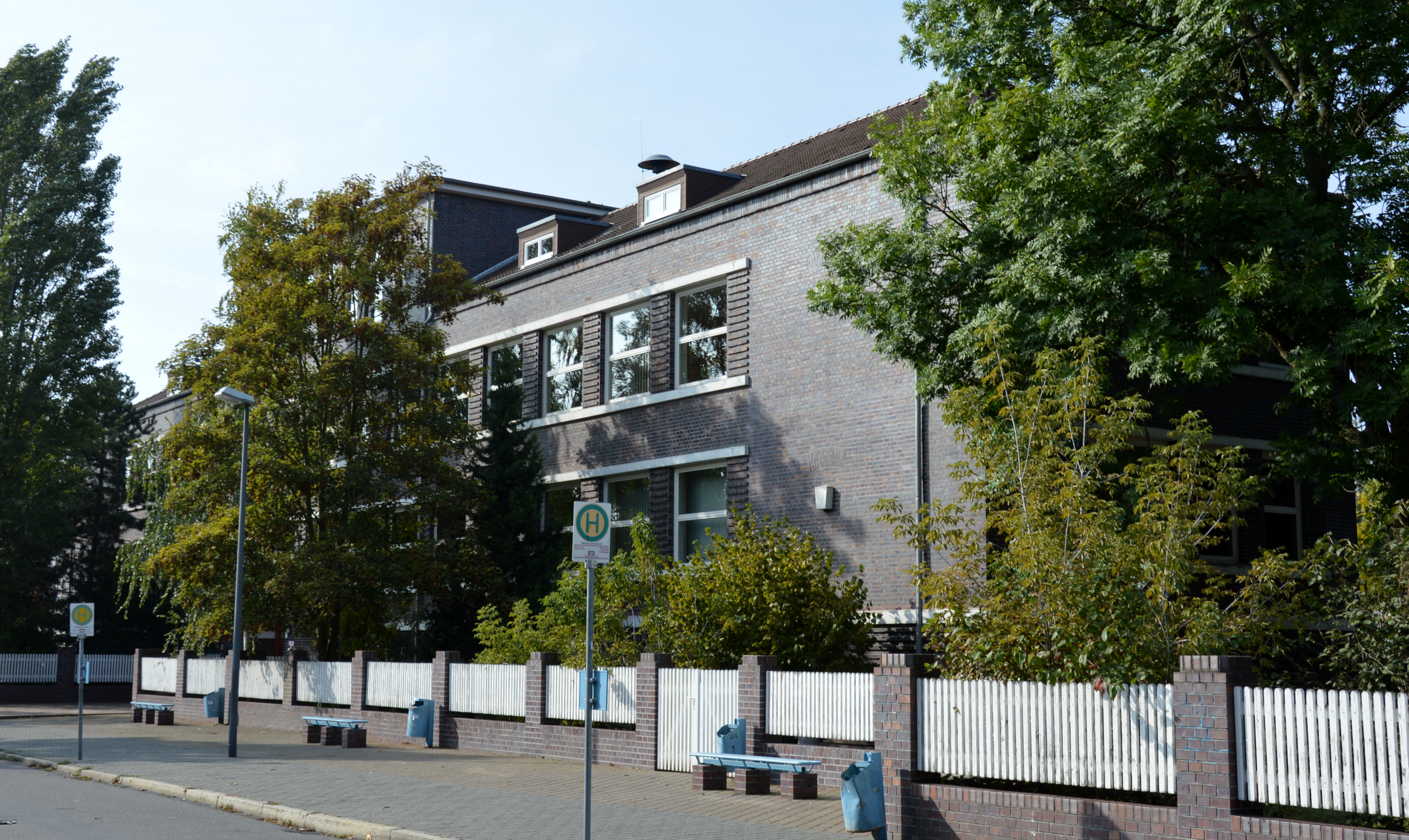
Bitterfeld: Katholische Schule
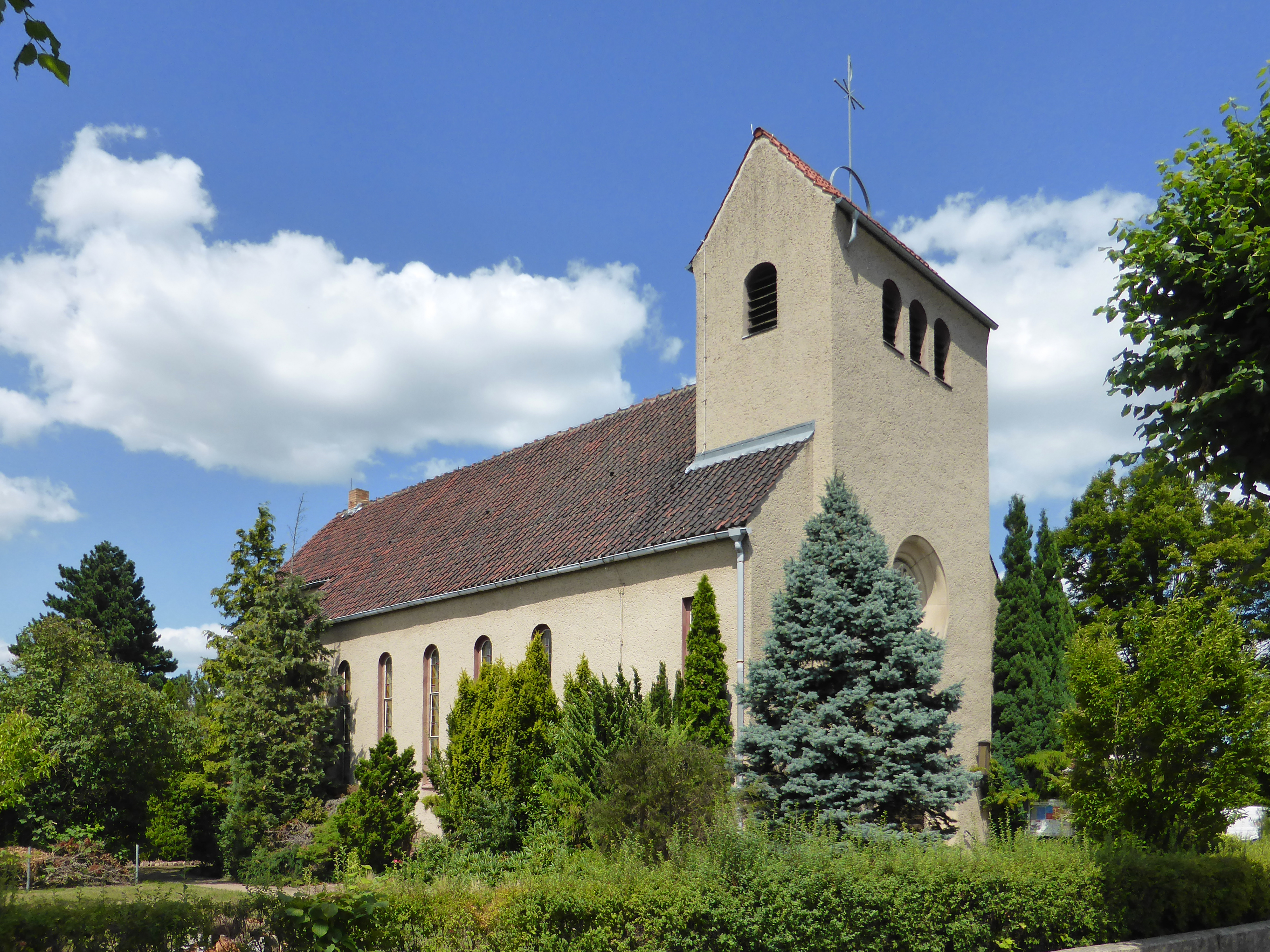
Falkenberg/Elster: Allerheiligen-Kirche
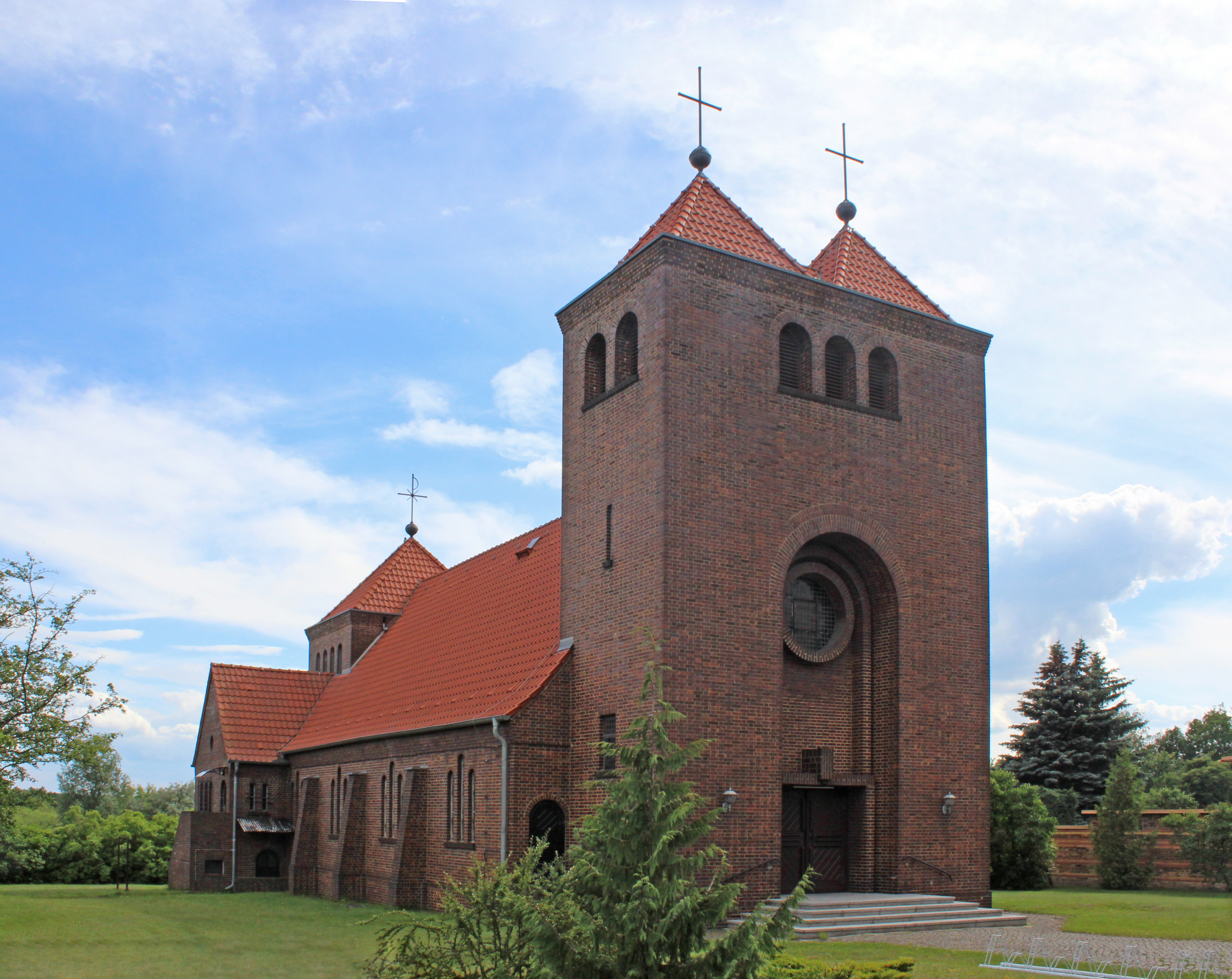
Lauchhammer: Christus-König-Kirche
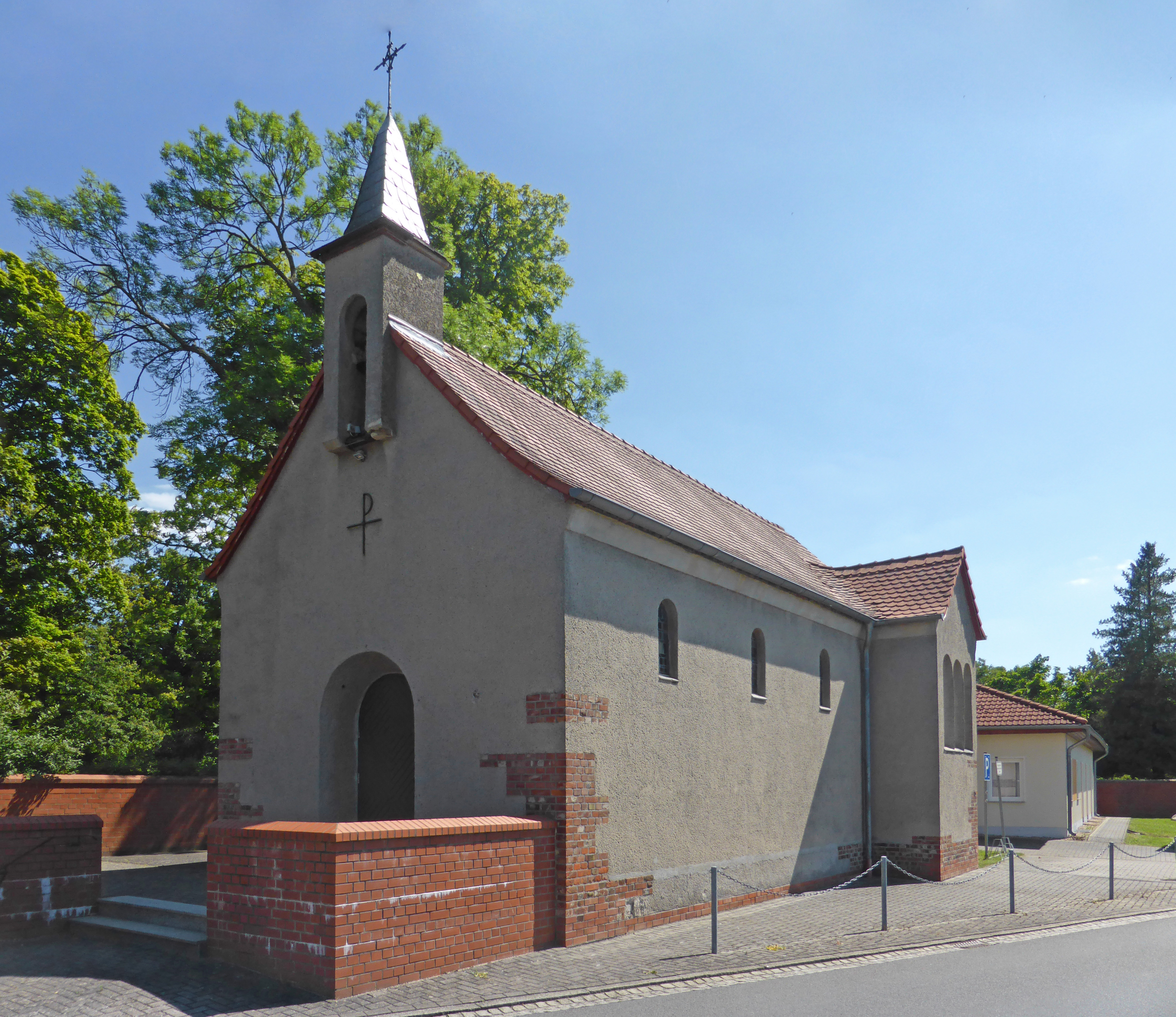
Jessen: Heilig-Geist-Kirche
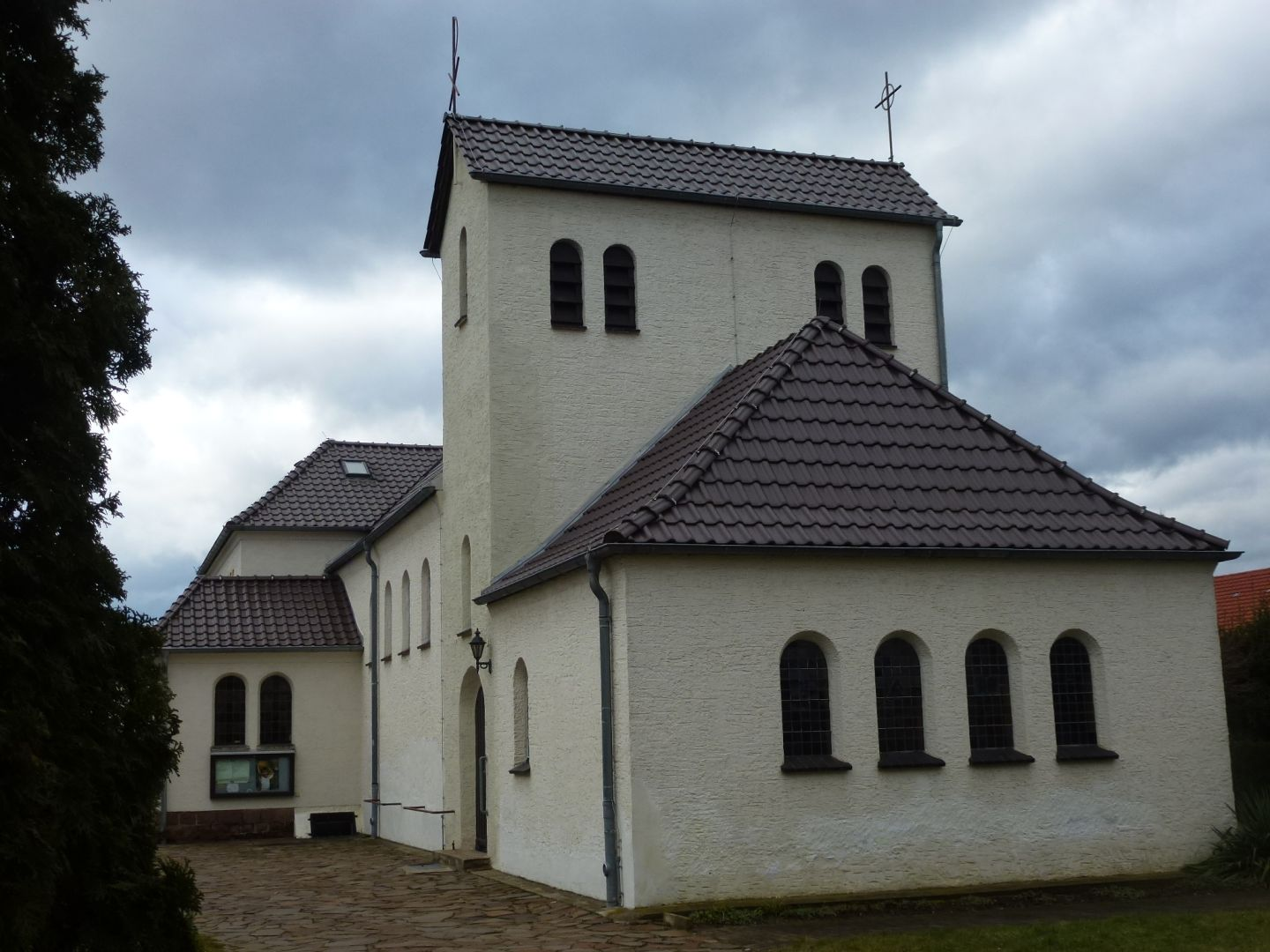
Gräfenhainichen: Maria-Hilfe-der-Christen-Kirche
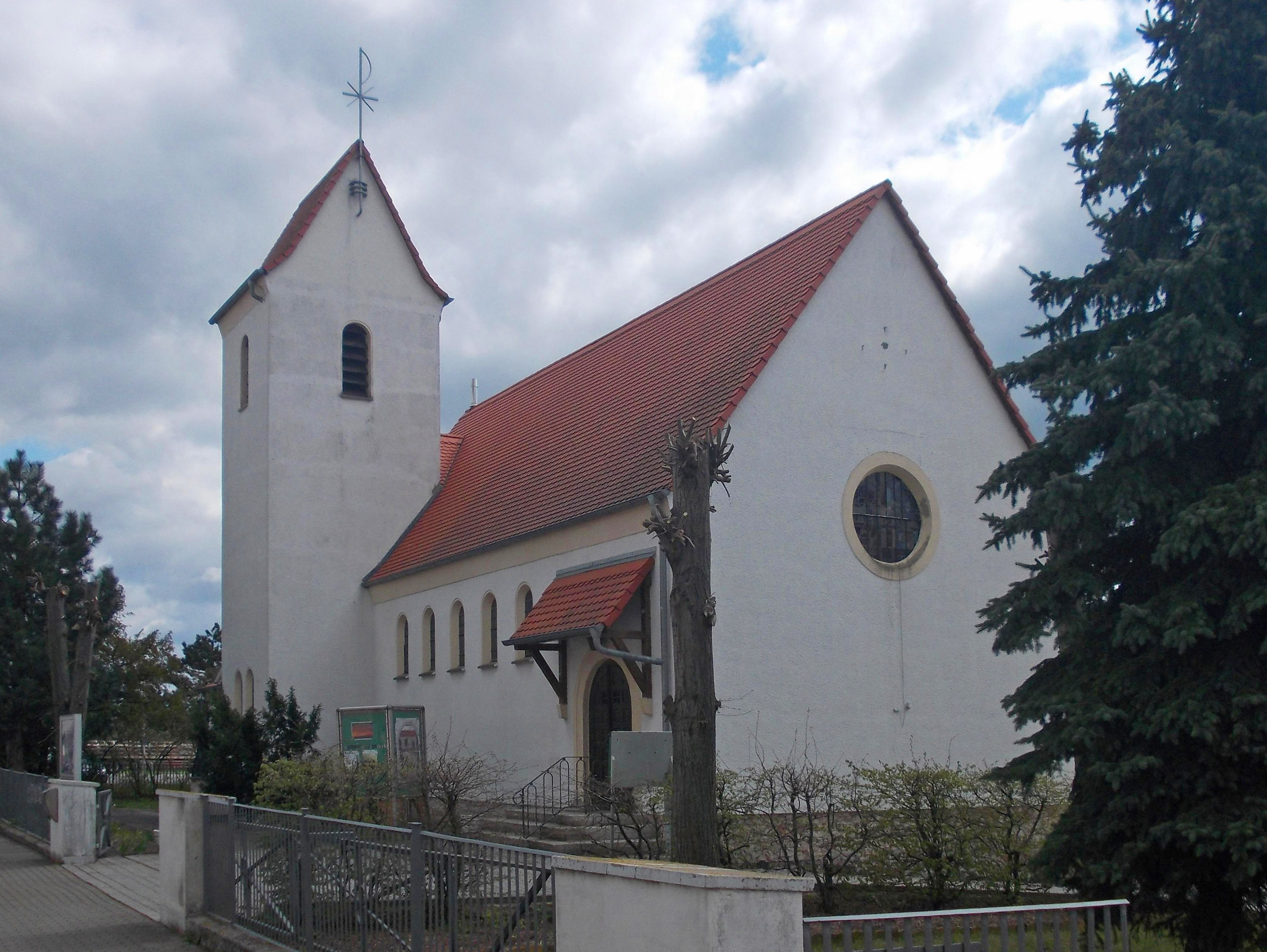
Aken: St.-Konrad-Kirche
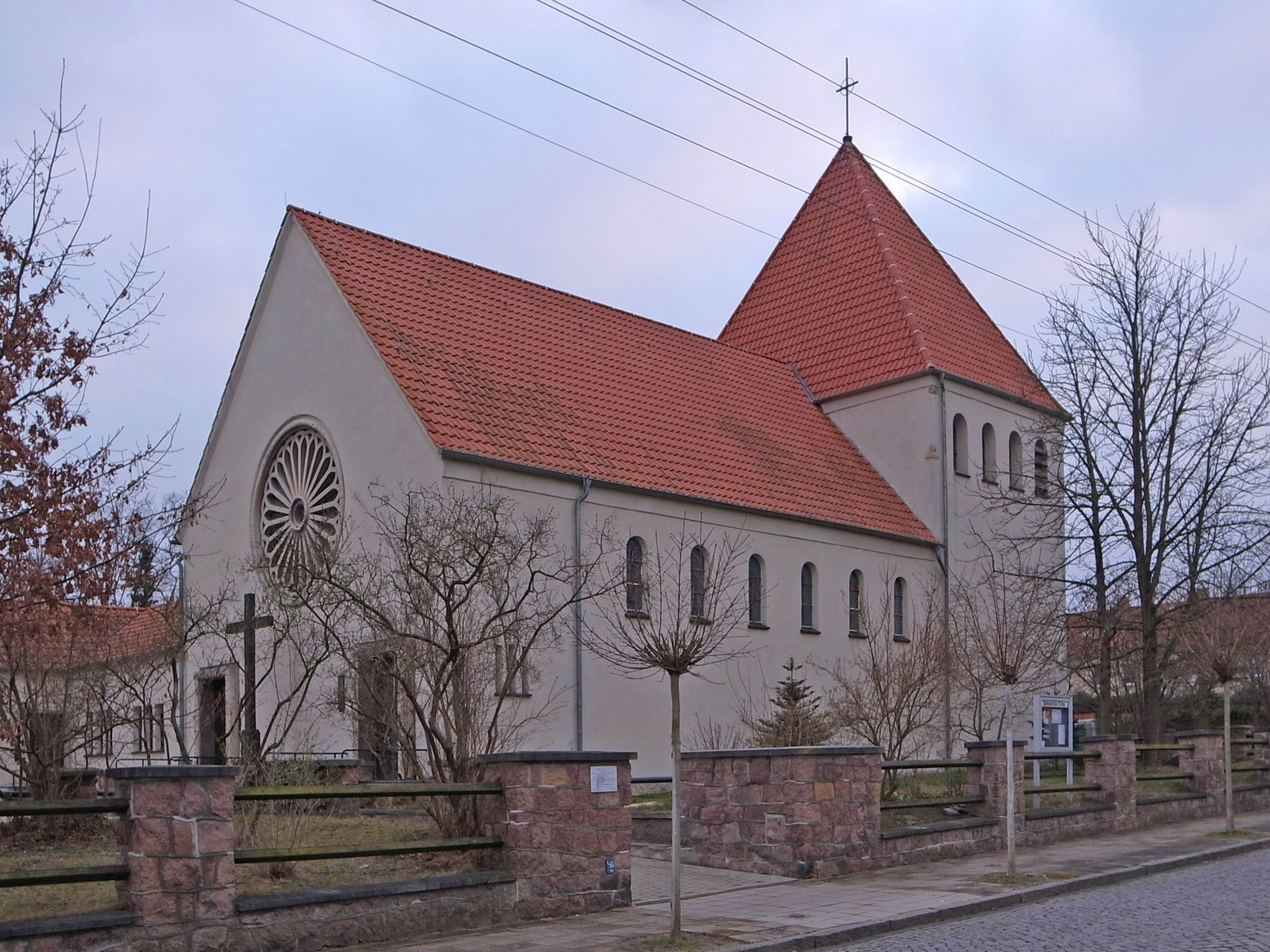
Wolfen: Heilig-Kreuz-Kirche
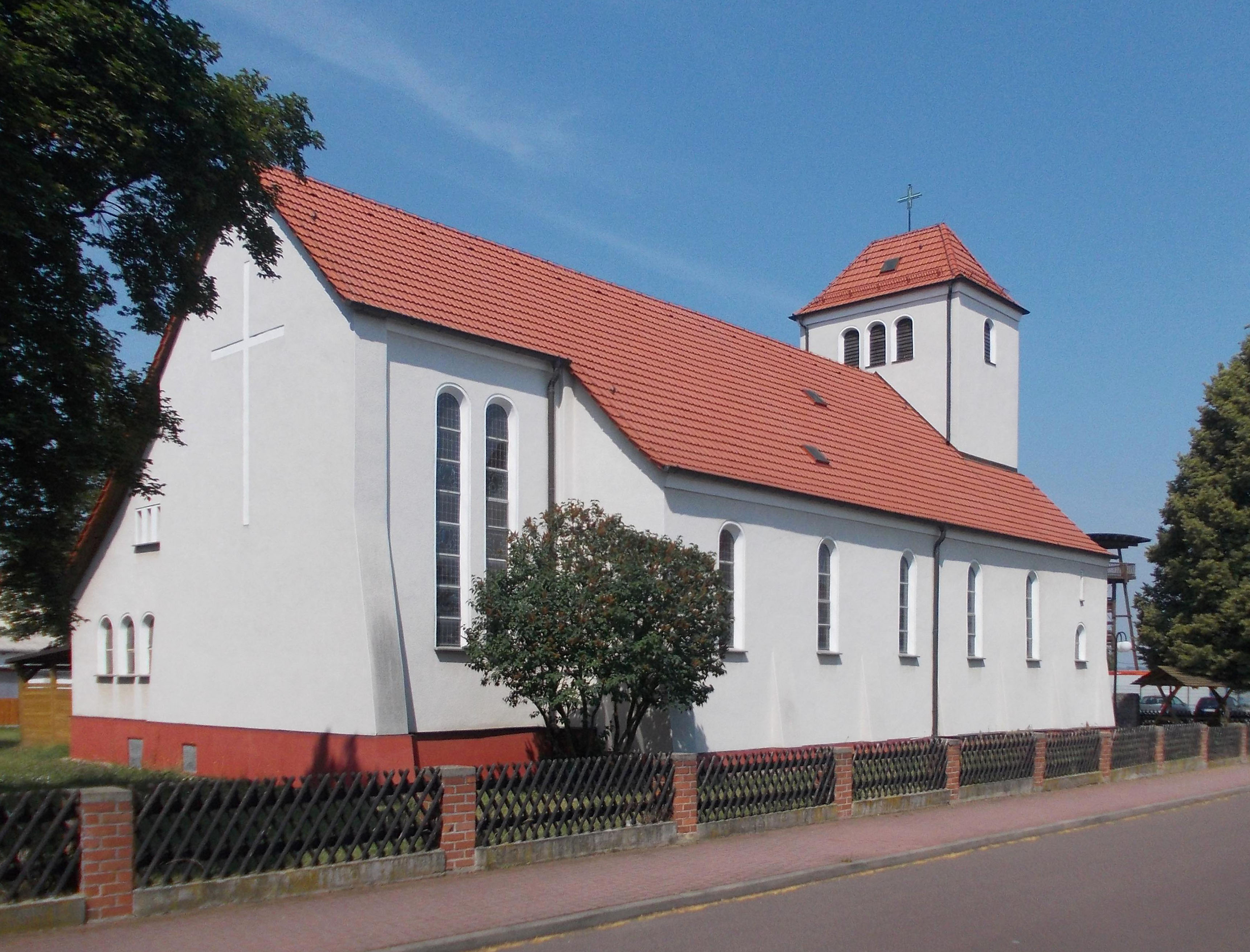
Neumark: Kirche St. Heinrich
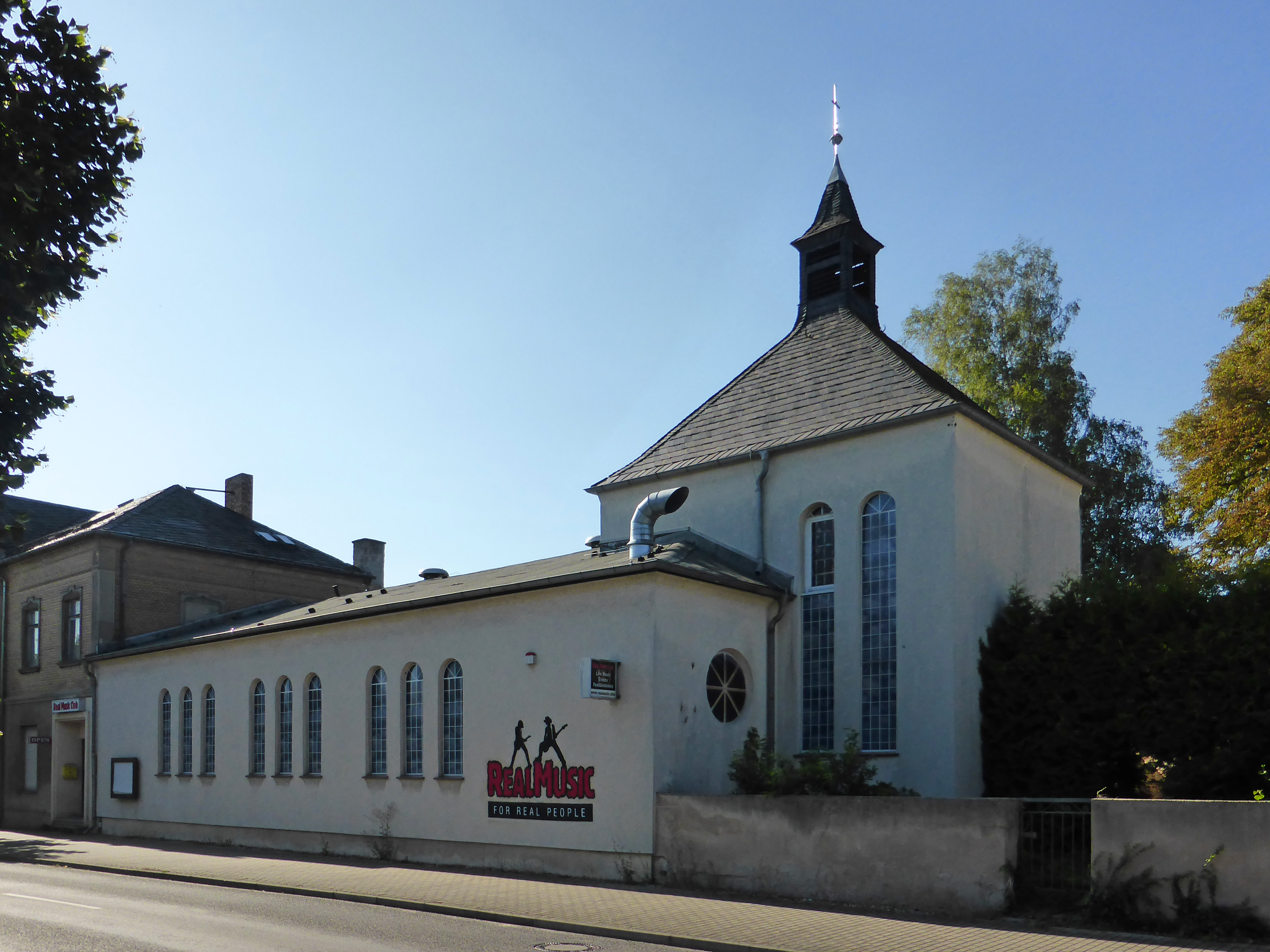
Lauchhammer-Ost: Regina-Pacis-Kirche
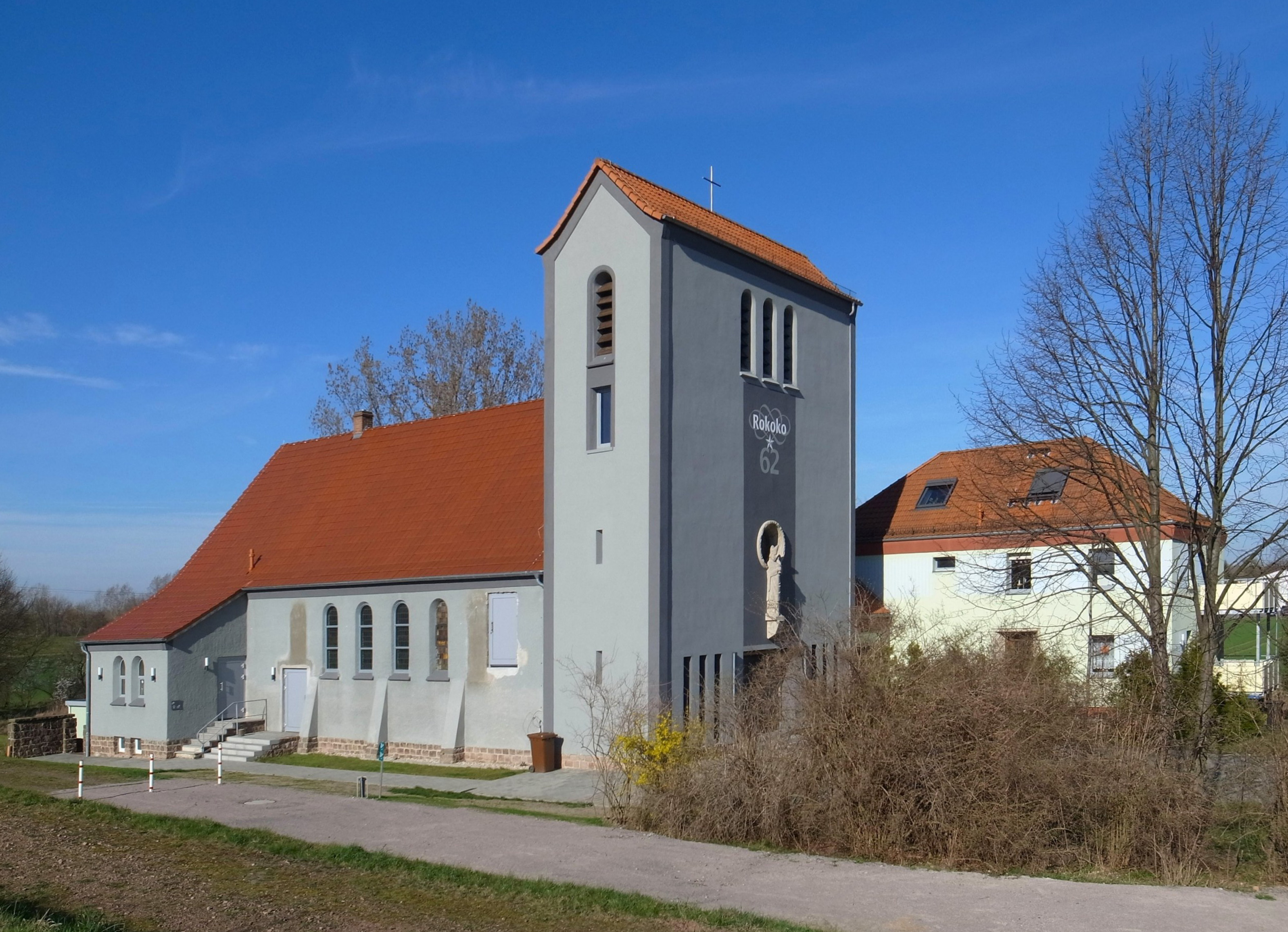
Jeßnitz: St.-Norbert-Kirche
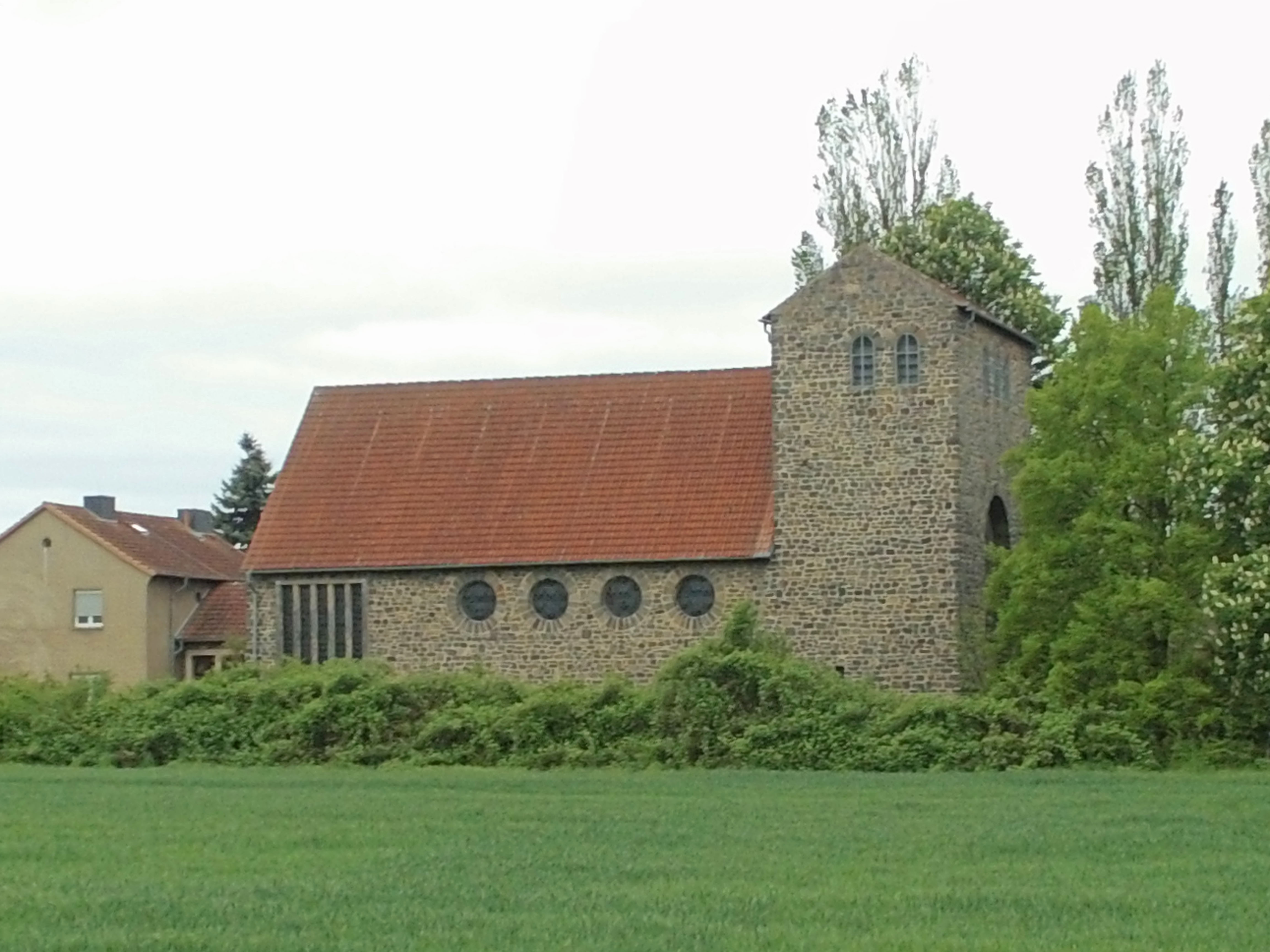
Bismark: Heilig-Kreuz-Kirche
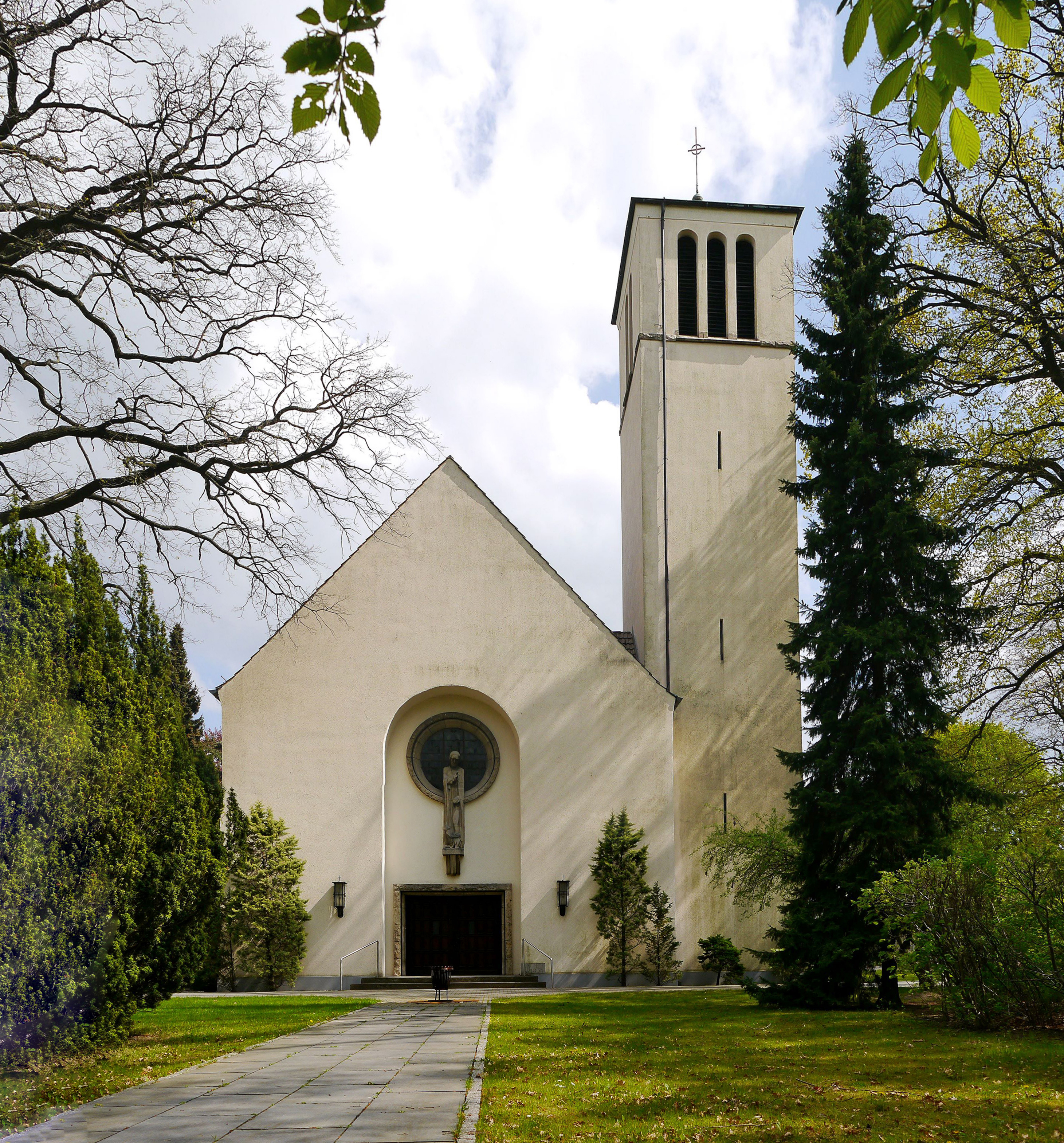
Teltow: Kirche Sanctissima Eucharistia
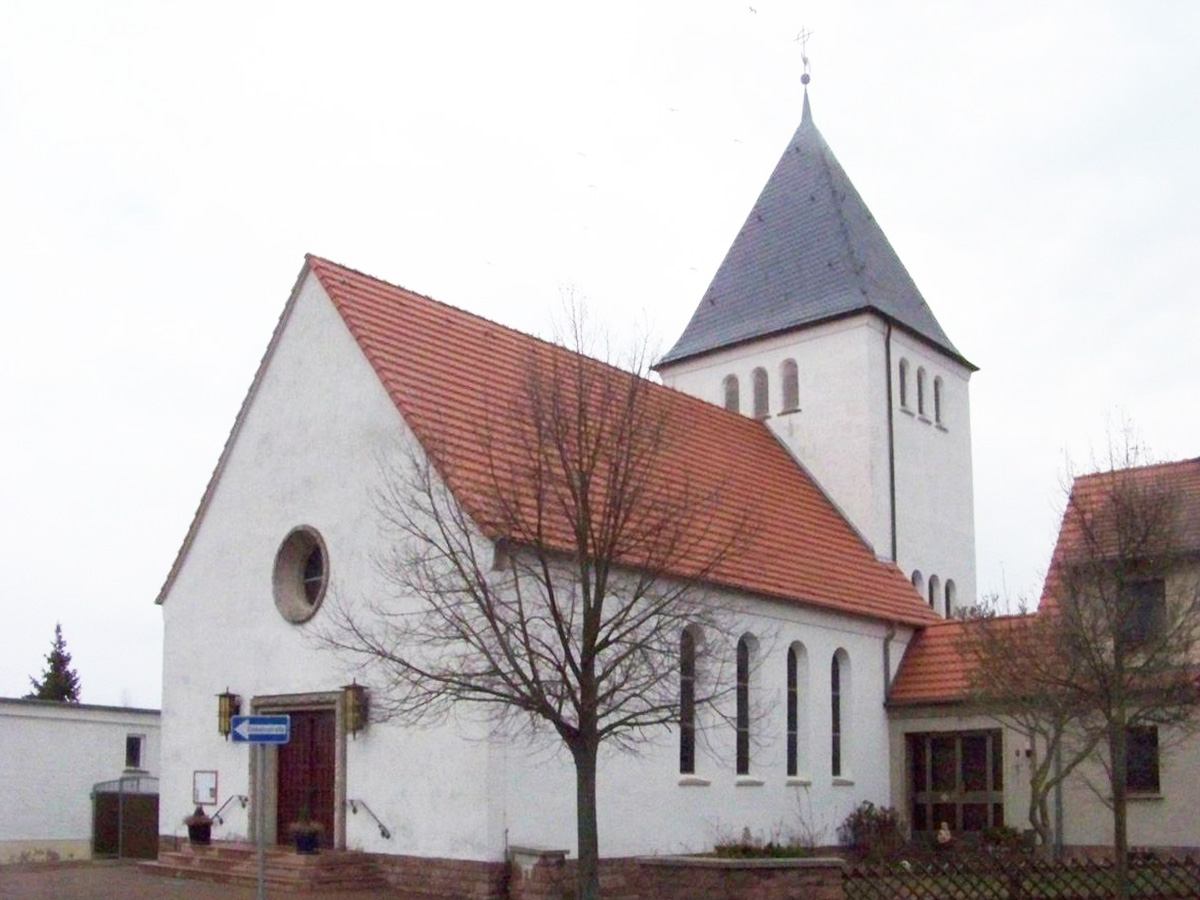
Löbnitz: Christkönigskirche
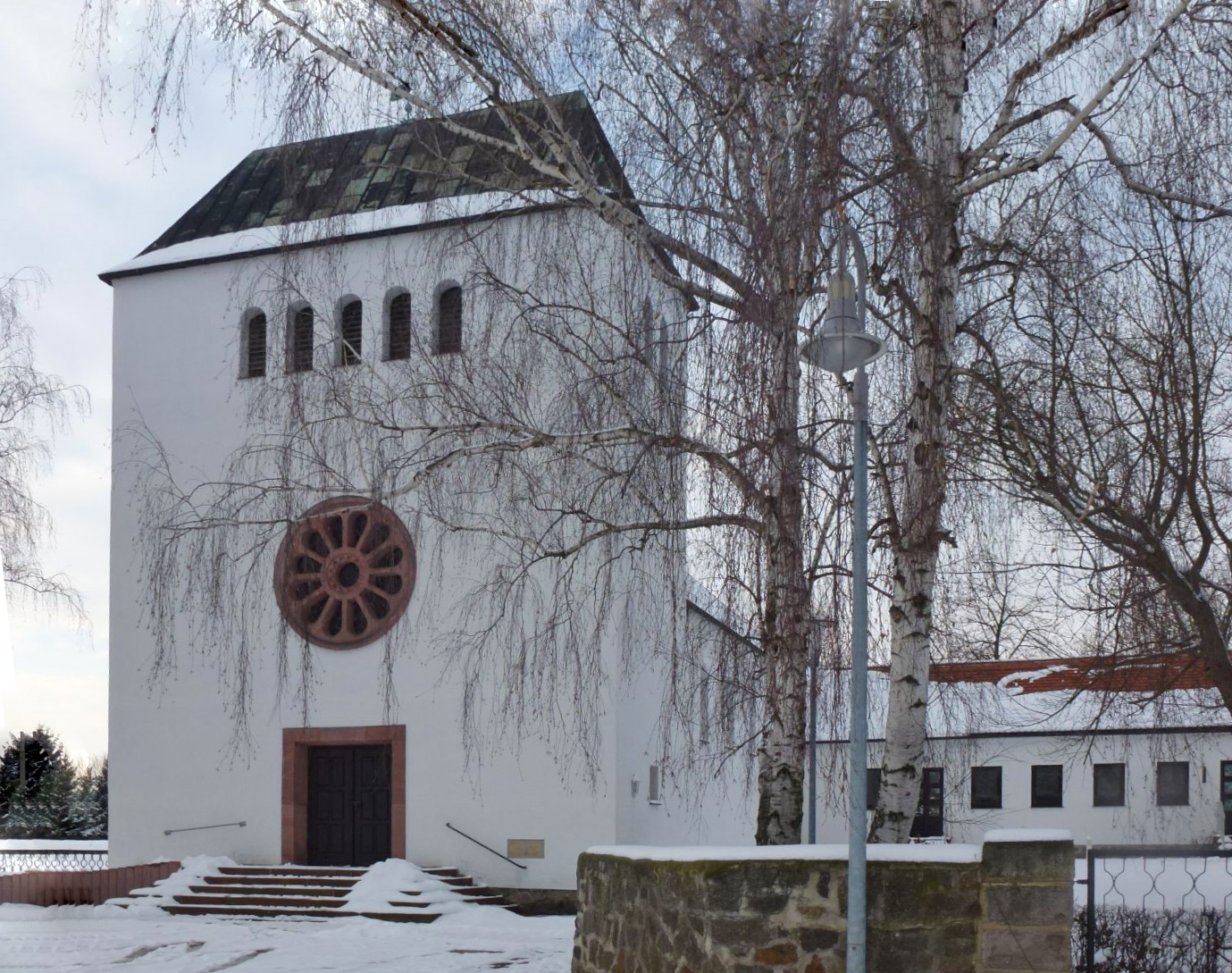
Zwochau: Kirche Hl. Pius X. (heute Hl. Dreifaltigkeit)
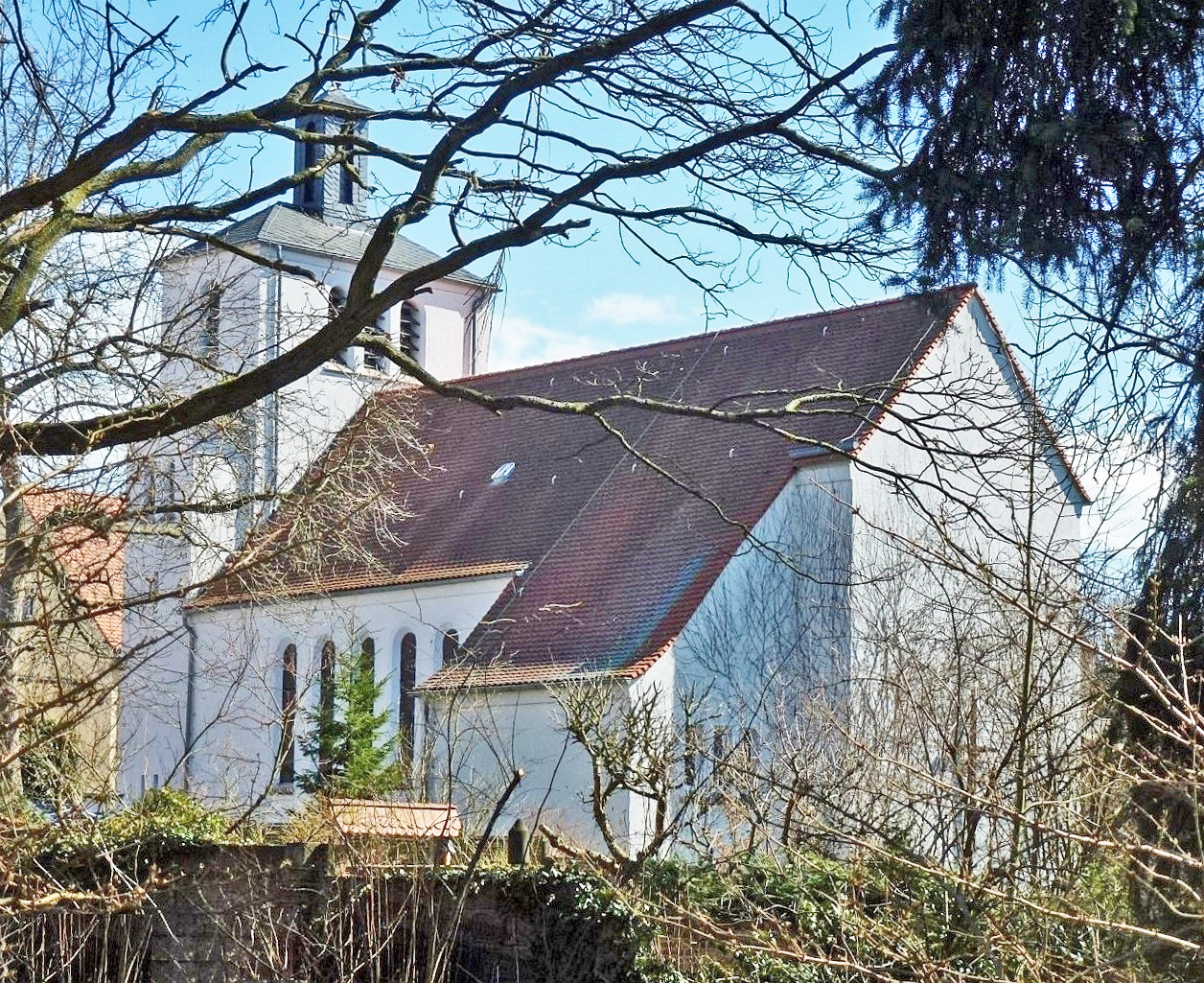
Bad Düben: Kirche Heilige Familie
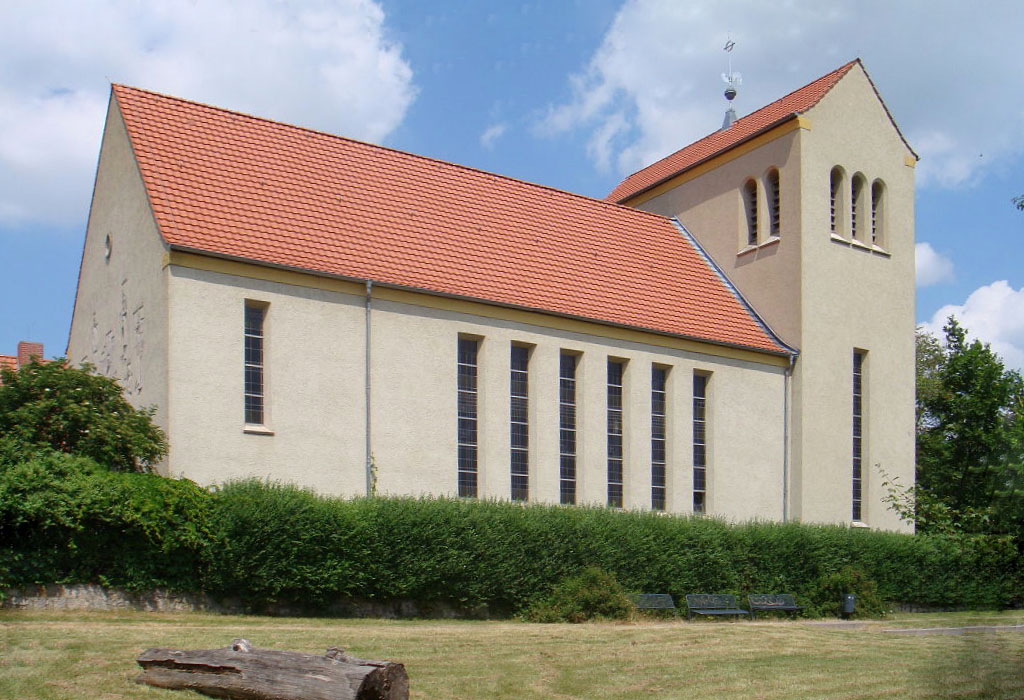
Weimar-Schöndorf: Kirche St. Bonifatius
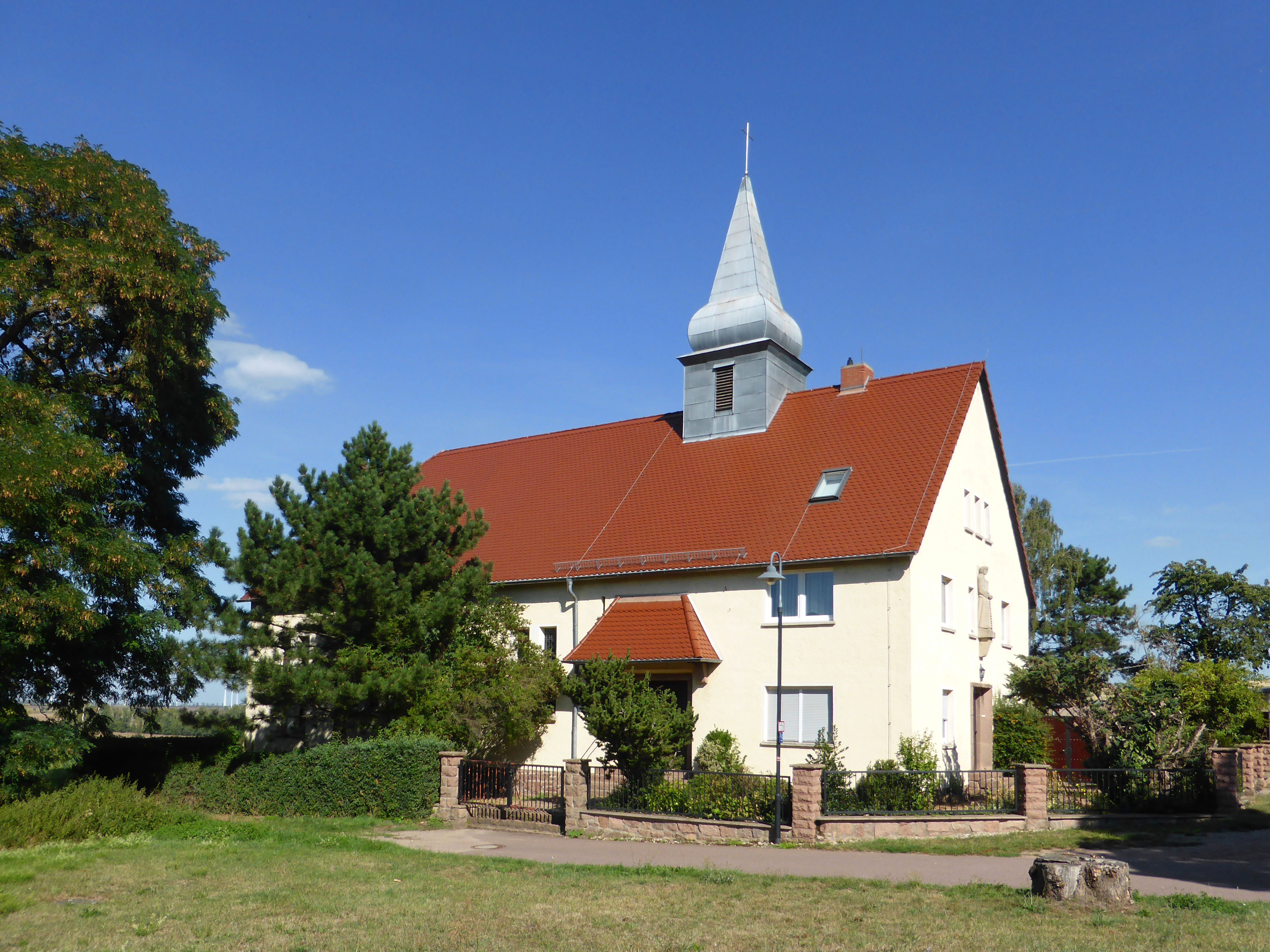
Löbejün: St.-Joseph-Kirche
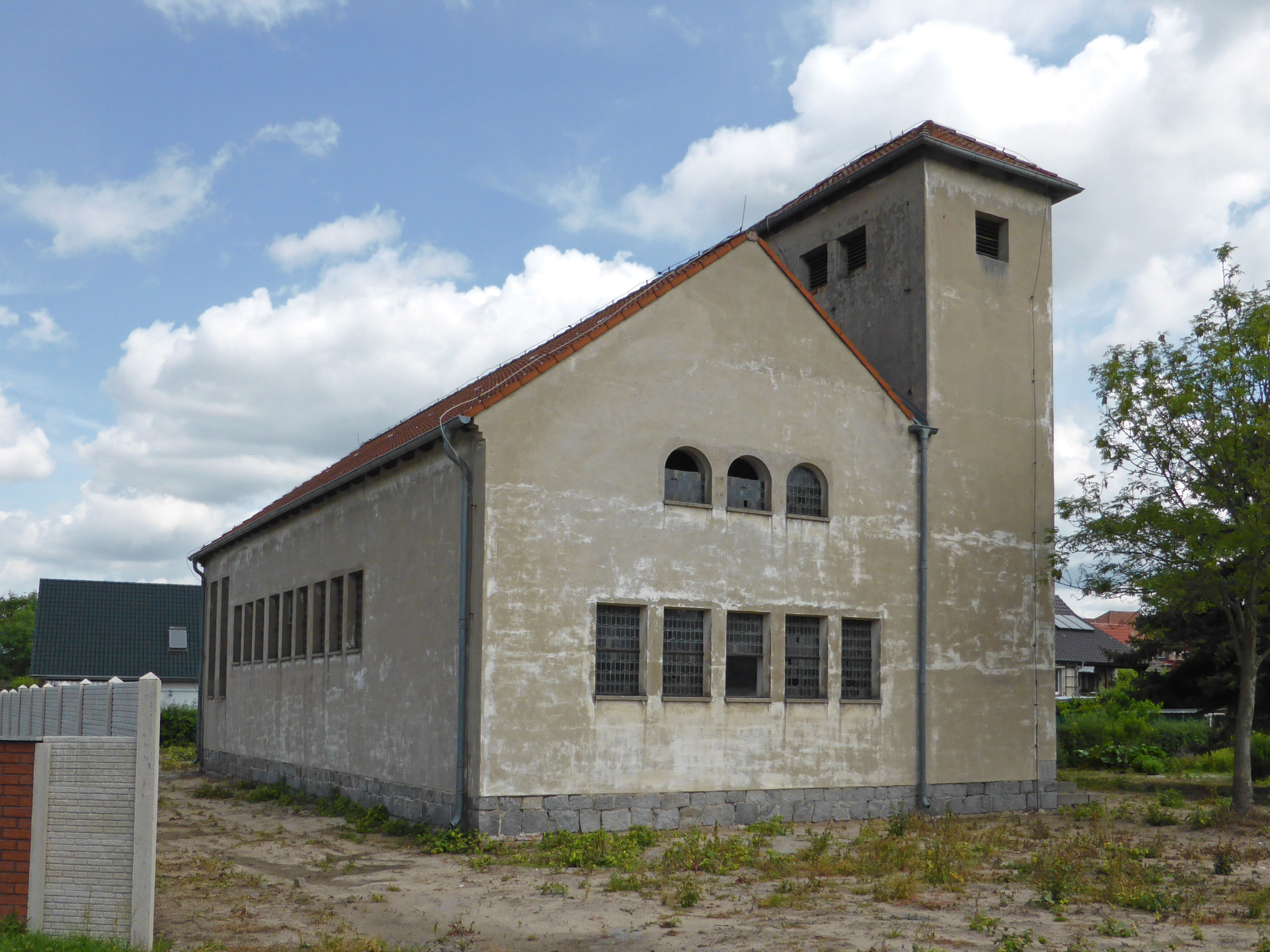
Schönhausen (Elbe): St.-Michael-Kirche
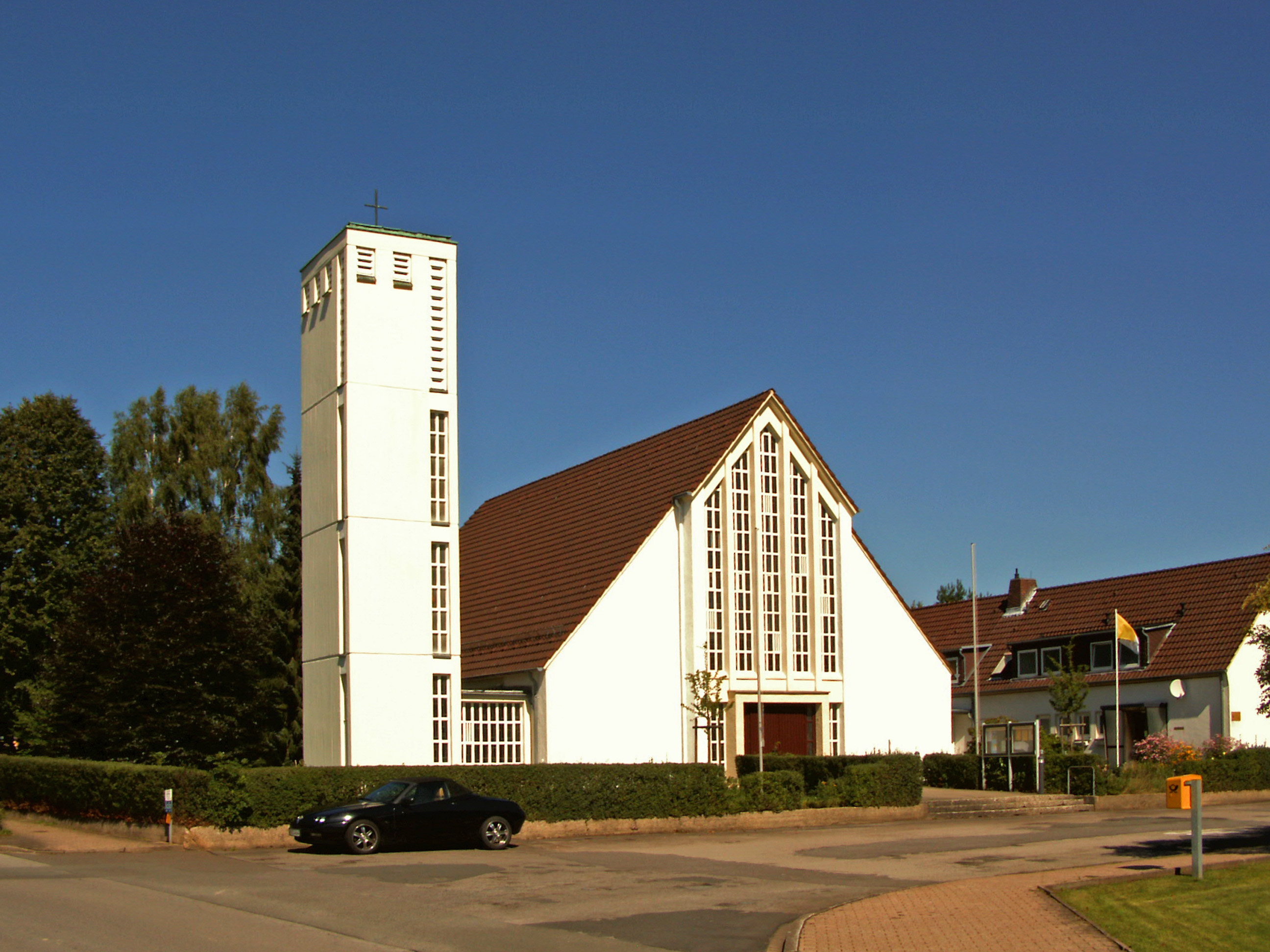
Duingen: Guter-Hirt-Kirche
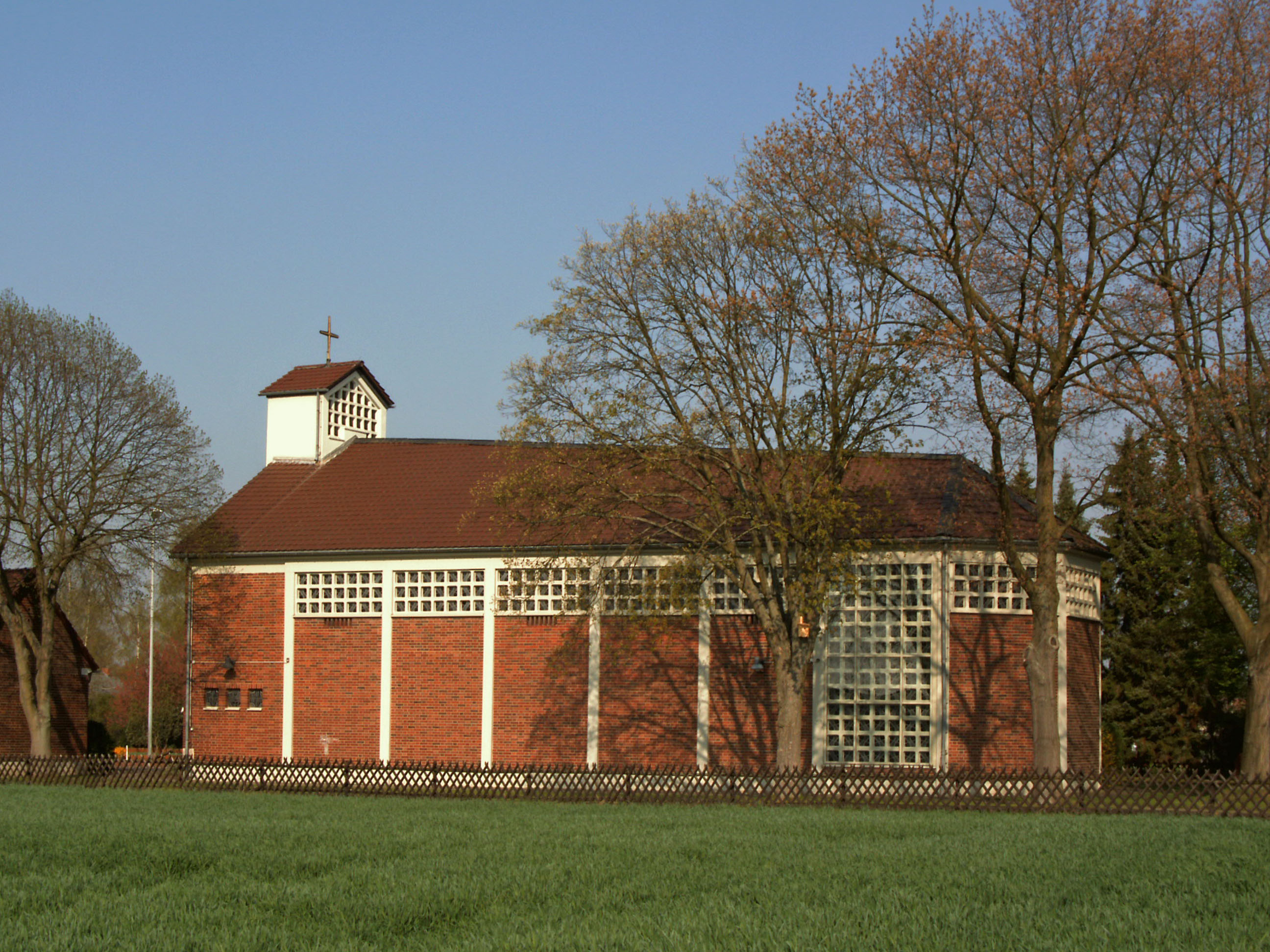
Wendeburg: St.-Elisabeth-Kirche

## Weblink
- Johannes Reuter auf museum-digital.de